# Brouchy
Brouchy település Franciaországban, Somme megyében. Lakosainak száma 482 fő (2022. január 1.). Brouchy Beaumont-en-Beine, Sommette-Eaucourt, Berlancourt, Golancourt, Villeselve, Ham és Muille-Villette községekkel határos.

## Népesség
A település népességének változása:
| Lakosok száma | 536  | 522  | 542  | 512  | 504  | 497  | 491  | 485  | 482  |
|               | 2013 | 2015 | 2016 | 2017 | 2018 | 2019 | 2020 | 2021 | 2022 |